# Redshank
Redshank (inglese: gambe rosse) era il soprannome dato ai mercenari scozzesi delle Highlands e delle isole Occidentali (isole Ebridi) durante la conquista inglese dell'Irlanda.
Erano una parte importante degli eserciti irlandesi durante il XVI secolo. Erano soprannominati in questo modo perché combattevano a gambe nude. Il loro armamento-tipo era l'arco e la claymore.